# Christian Stephan Scheffel
Christian Stephan Scheffel (* 12. Oktober 1693 in Meldorf; † 16. Juli 1760 in Greifswald) war ein deutscher Mediziner und Botaniker. 

## Leben
Christian Stephan Scheffel war der Sohn des Wismarer Arztes Martin Scheffel (1659–1754). Er studierte von 1714 bis 1718 an der Universität Kiel, anschließend an der Universität Leipzig und zuletzt in Leiden. Dort wurde er 1721 bei Herman Boerhaave promoviert. Er ging nach Wismar, wo er als praktischer Arzt tätig war, bis er 1726 einem Ruf an die Universität Greifswald folgte. Als Arzt und Professor für Medizin verfasste er mehr als 40 medizinische Schriften. Zwischen 1730 und 1754 war er fünf Mal Rektor der Hochschule.
Scheffel betrieb anatomische und vor allem botanische Studien, für die er seinen Privatgarten zur Verfügung stellte. Die Gründung eines öffentlichen botanischen Garten scheiterte aus Geldmangel. Er erwarb stattdessen das von Monau und Helwig angelegte Herbarium, das er zusammen mit eigenen Sammlungen für den 1750 beim Neubau des Universitätsgebäudes projektierten botanischen Garten bestimmte. 
Daneben beschäftigte er sich mit der Lebensgeschichte von Medizinprofessoren. Bereits 1727 veröffentlichte er eine Schrift über den Kieler Arzt und Botaniker Günther Christoph Schelhammer. Anlässlich des 300-jährigen Jubiläums der Universitätsgründung erschien seine Schrift „Vitae professorum medicinae“.
Scheffel starb 1760 und wurde im Dom St. Nikolai in einer Grabkapelle beigesetzt, die er zusammen mit Johannes Lembke erworben hatte. Er vermachte der Universitätsbibliothek Greifswald 760 Bände mit medizinischen Schriften. Weiterhin bestimmte er testamentarisch die Stiftung des sogenannten Scheffelschen Stipendiums, das er mit 4000 Talern dotieren wollte. Seine Erben fochten jedoch das Testament an und einigten sich mit dem Rektor Johann Carl Dähnert auf einen Betrag von 1000 Talern.